# زهرة غلوريوسا
زهرة الغلوريوسا موطنها الأصلي والوحيد هو قارة أفريقيا، وهي نادرة جداً، وعلاوة على هذا، فإن عملية فلاحتها وتربيتها عملية شاقة لكونها، كرمة نبتت من بصلة،
يستخدم لعلاج مجموعة واسعة من الأمراض البشرية في جميع أنحاء المناطق المدارية.بل هو علاج الجذام ضد، colics، القرح المزمنة، البواسير، skinparasites، قمل الرأس، الأورام